# 왕칭쑹
왕칭쑹(중국어 간체자: 王庆松, 정체자: 王慶松, 병음: Wáng Qìngsōng, 1966년 ~ )은 중국 헤이룽장성 다칭시 출신의 현대 사진 작가이다.

## 일생
불우한 어린 시절로 인해 25세에 간신히 쓰촨 미술 학교 회화과에 입학했다. 대학 졸업 이후에는 베이징으로 이주해 원명원 예술촌에 거주하며 처음에는 회화를 그렸다. 그러다가 1990년대 중반에 염속 예술 그룹에서 활동하며 사진에 관심을 가지게 되었다. 1997년 미놀타 필름 카메라를 구입하게 되면서 사진 작업에 나섰다. 2006년에는 프랑스 아를 국제 사진 축제에서 봉사상을 수상했다.

## 작품
- <Old and New Soldiers> (1997)
- <Prisoner> (1998)
- <Night Revels of Lao Li> (2000)
- <Past, Present and Future> (2001)
- <Preschool> (2002)
- <Tramp> (2004)
- <Follow Me> (2003)
- <Moma Studio> (2005)
- <Dream of Migrants> (2005)
- <UN Party, Diptych> (2007)
- <Metamorphosis of Beings and Space> (2008)
- <Skyscraper> (2008)
- <123456 chops> (2008)
- <Iron Man - right> (2009)
- <Follow Him> (2010)
- <Goddess> (2011)
- <Temple> (2011)
- <Happy New Year, Tang Comtemporary, Beijing, China> (2012)
- <Follow You> (2013)